# Lacanobia contrastata
Lacanobia contrastata är en fjärilsart som beskrevs av Felix Bryk 1942. Lacanobia contrastata ingår i släktet Lacanobia och familjen nattflyn. Inga underarter finns listade i Catalogue of Life.